# Певзнер, Шмуэль Иосеф
Певзнер Шмуэль Иосеф (17 декабря 1878, Пропойск — 7 мая 1930, Иерусалим) — писатель, промышленник, делегат первого Всемирного сионистского конгресса (1897), один из пионеров заселения Эрец-Исраэль.

## Биография
Родился в Пропойске в семье Натана Певзера. Получил традиционное еврейское образование. Получил инженерное образование в Берлинском техническом институте (окончил в 1903 году). Принимал участие в первом Всемирном сионистском конгрессе и был самым молодым среди участников. Публиковал статьи в еврейской прессе.
В 1905 эмигрировал в Эрец-Исраэль. В 1909 был среди основателей (вместе с Н. Вильбушевичем и Ш. Ицковичем) завода «Атид» по производству мыла в Хайфе, позже — центрального квартала еврейской части города Хадар ха-Кармель, городской библиотеки, названной в его честь («Бет-Певзнер»). Принимал участие в создание Техниона, Хайфского реального училища и первого торгового центра в районе Хадар (район Хайфы). Являлся также членом муниципалитета Хайфы и делегатом Собрания депутатов (Асефат ха-Нивхарим).
Именем Певзнера названа улица в Хайфе.
Был женат на Лее Гинцберг — дочери Ахад-ха-Ама. Сестра Певзнера — Шифра — была замужем за еврейским писателем Мордехаем Хакохеном.